# بنجامين خان
بنجامين خان (بالعبرية: בנג'מין קאהן‏) هو أحيائي إسرائيلي، ولد في 1955.